# Uracanthus regalis
Uracanthus regalis là một loài bọ cánh cứng trong họ Cerambycidae.